# Савченко, Наталья Петровна
Наталья Петровна Савченко (род. 26 ноября 1954, Горький) — советская и российская актриса, народная артистка Российской Федерации (2020).

## Биография
Наталья Савченко родилась в Горьком (Нижний Новгород) в 1954 году. С детства мечтала стать актрисой, участвуя в кружках самодеятельности. В год её выпуска из школы не было набора на актёрское отделение Горьковского театрального училища, поэтому она поступила в юридический институт. Вскоре она всё же перевелась в театральное училище, по окончании которого в 1977 году получила приглашение от главного режиссёра театра имени Ленсовета Игоря Владимирова на работу в его коллектив. Проработав там два сезона уволилась и по семейным обстоятельствам переехала в Тулу, где в 1978 году была принята в труппу Тульского драматического театра. Помимо многочисленных ролей на театральной сцене, Савченко появилась в ряде телевизионных сериалов, среди которых «Громовы», «Завещание Ленина» и «Тихий Дон».
В мае 2013 году актриса была награждена медалью ордена «За заслуги перед Отечеством» II степени. В 2019 году была удостоена диплома Всероссийского театрального фестиваля «Старейшие театры России в Калуге» в номинации «Лучшая женская роль» за создание образа Эльзы в спектакле «Земля Эльзы». В 2020 году актрисе было присвоено звание Народный артист Российской Федерации. В декабре 2022 года Савченко приняла участие в региональном проекте «Культурный фронт 71», приводимом с использованием хештегов #ZаПрезидента #СвоихНеБросаем, являющихся символами российского вторжения на Украину.
Семья: муж Владимир (бизнесмен), сын Владимир (старший преподаватель правовой академии).

## Творчество

### Роли в театре
- Игра теней (2000) — Клеопатра
- Быть или не быть (1998) — Анна
- Волки и овцы (1995) — Мурзавецкая
- А дождь себе льет, да льет… (1994) — Елизавета Английская
- Уроки музыки (1989) — Таиса Петровна
- Клуб нелюбимых, или Ромашка без лепестков (1986) — Олечка-девочка
- Трёхгрошовая опера (1981) — Полли Пичем
- Очень простая история любви (2004) — Лошадь Сестричка
- Тёмная история (2005)
- Доктор философии (2004) — Мара
- Корсиканка (2003) — Жозефина
- Тифлисские свадьбы (Ханума) (2006) — Ханума
- Ночь ошибок (2007) — миссис Хардкасл
- Униженные и оскорблённые (2007) — Бубнова Анна Трифоновна
- Неистовство любви (2007) — Эстер
- Обманщица (2008) — Мисс Петиктон
- Свои люди — сочтёмся! (2008) — Устинья Наумовна
- Чао! (2009) — Мадам Мартине
- Воскресение (2012) — Графиня
- Как боги (2014) — Алевтина Мак-Кенди
- За двумя зайцами (2015) — Секлита Пилиповна Лымариха
- Знойные мамочки (2016) — Черил Кейси
- Земля Эльзы (2018) — Эльза Александровна
- Бесприданница (2019) — Харита Игнатьевна Огудалова
- Прощальный смех (2020) — Милли
- Дядюшкин сон (2021) — Марья Александровна Москалёва
- Закат (2021) — Евдокия Потаповна Холоденко
- Объявляется убийство (2022) — Сесилия Тревор
- Толстого нет (2022) — Софья Андреевна Толстая
- Убей меня, голубчик! (2023) — Сиен

### Фильмография
- Громовы (2006) — директор школы
- Последняя исповедь (2006) — мать Громовой
- Завещание Ленина (2007) — соседка
- Черта (2014—2015) — хозяйка нумеров
- Воскресение (2014) — графиня
- Тихий Дон (2015) — Марья Лукинична
- Залиния (2019) — женщина в поле
- Праведник (2022) — Нехама
- Я иду искать (2022) — Маруся
- Катя-Катя (2023) — Серафима Георгиевна

## Награды и звания
- Заслуженная артистка Российской Федерации (2 мая 1996 года) — за заслуги в области искусства[9].
- Медаль ордена «За заслуги перед Отечеством» II степени (20 мая 2013 года) — за большие заслуги в развитии отечественной культуры и искусства, многолетнюю плодотворную деятельность[10][11].
- Народная артистка Российской Федерации (30 марта 2020 года) — за большие заслуги в области искусства[1].